# Ittiri
Ittiri (Ìtiri Cannédu in sardo) è un comune italiano di 7 768 abitanti della città metropolitana di Sassari in Sardegna, nella regione storica del Coros nel Logudoro.

## Geografia fisica

### Territorio

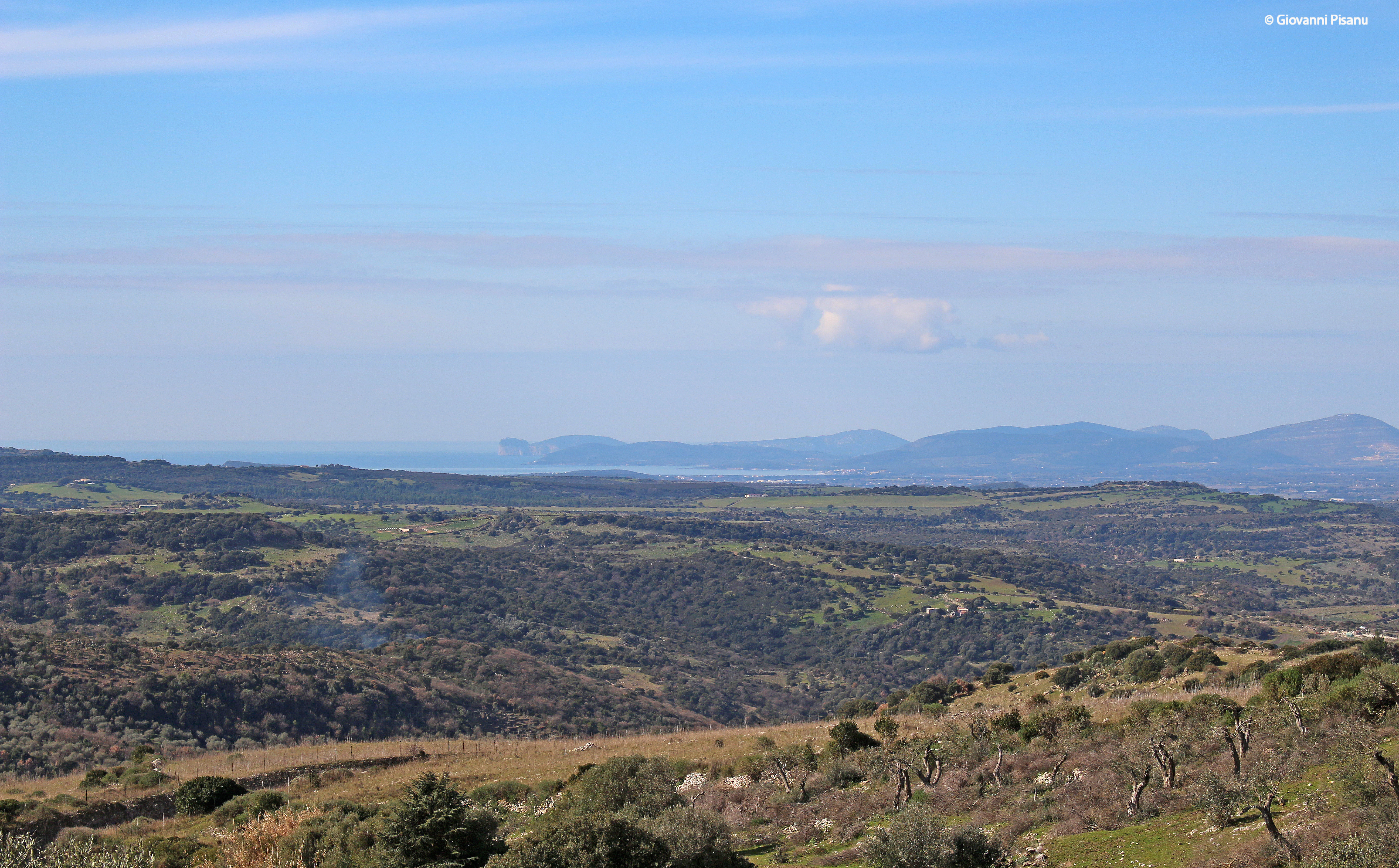
Veduta di Capo Caccia da Ittiri

Ittiri è collocata su un altipiano a 450 metri sul livello del mare. Il territorio, formato da altipiani costituiti di rocce prevalentemente trachitiche e basaltiche, è accidentato, con andamento collinare e attraversato da vallate destinate alla coltivazione; i rilievi montuosi più consistenti sono: a nord est sulla linea per Bessude monte Torru (m 622), monte Uppas (m 567) e verso Banari monte Jana (m 552); a sud verso Villanova monte Unturzu (m 558), monte Alas (m 517), punta S'Elighe Entosu (m 522) e monte Lacusa (m 503).

### Clima
Il clima di Ittiri, molto esposta alle correnti da ovest e nord ovest, è tipicamente mediterraneo, influenzato in parte dalla vicinanza con il mare e i tre bacini artificiali del Cuga, del Bidighinzu e del lago del Temo, con estati calde e inverni miti e umidi.

## Storia

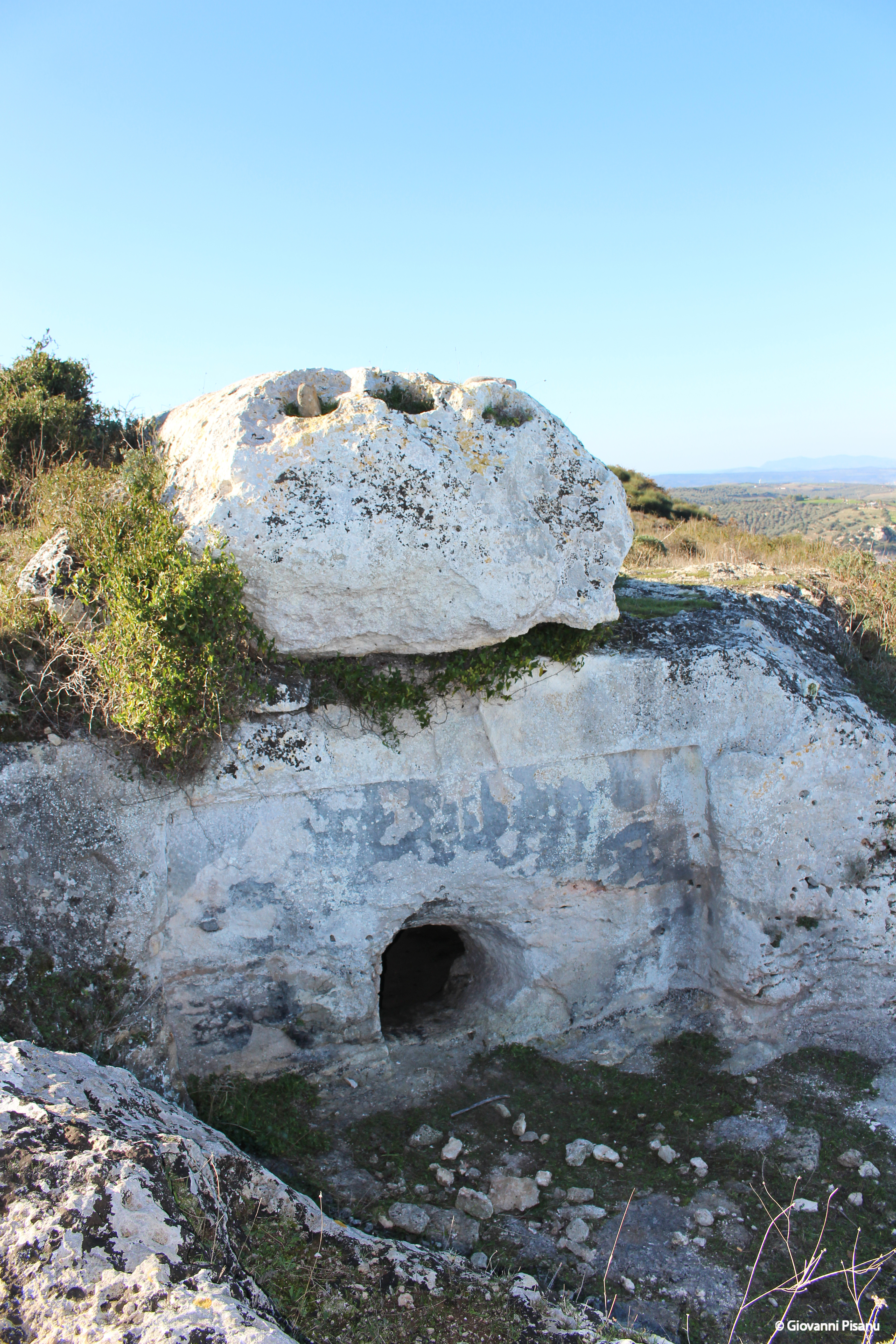
Domus Sa Figu

Nel territorio di Ittiri si hanno diverse testimonianze del periodo prenuragico come le caratteristiche domus de janas. In età nuragica l'area era forse abitata dalla tribù dei Coracenses, citati da Tolomeo; a questa fase risalgono i numerosi nuraghi sparsi in tutta la zona.
Nel medioevo fece parte del giudicato di Torres, nella curatoria di Coros. Alla caduta del giudicato (1259) si trovò al centro delle lotte tra la famiglia genovese dei Doria e il giudicato di Arborea, passando con alterne vicende sotto l'autorità dell'una e dell'altra parte. Intorno al 1350 gli arborensi furono sconfitti dagli aragonesi, e passò sotto il dominio della corona d'Aragona. Nel 1376 un'epidemia di peste devastò il territorio già debilitato dalle continue guerre. Gli aragonesi nel 1541 unirono Ittiri a Uri con cui formò una baronia, concessa a Bernardo Simon. Nel 1657 un'altra epidemia di peste causò la morte di circa 2000 persone. Nel 1770, in epoca sabauda, la baronia fu, sempre insieme ad Uri, trasformata in contea e data in feudo ai Ledà, ai quali fu riscattata nel 1839 con la soppressione del sistema feudale.

### Simboli
Lo stemma e il gonfalone di Ittiri sono stati concessi con decreto del Presidente della Repubblica del 29 luglio 1993.
Lo stemma è semitroncato partito: 
Nella prima partizione sono presenti delle canne di palude: esse richiamano il nome Cannetum, Canedo, Cannedu, con il quale veniva precedentemente identificato Ittiri.
Nella seconda tre spighe di grano simboleggiano l'attività agricola e il principale prodotto locale.
Nella terza è raffigurato un uomo barbuto, in piedi su un edificio a forma di torre, vestito con una lunga tunica da cui spunta un rosario, con in mano un bordone e un libro chiuso. Si ritiene si tratti di un pellegrino, anche se alcuni studiosi ipotizzano si tratti di Comita, giudice di Torres, fondatore e benefattore dell'abbazia di Paulis, o di Gonario pio giudice, pellegrino in Terra Santa, al quale si deve la penetrazione dei monaci cistercensi in Sardegna.
Il motto scritto su lista bifida e svolazzante di azzurro Sancta Maria de Paulis et Choro sedes et origo ("[l'abbazia di] Santa Maria di Paulis e [l'eremo di] Coros sono sede ed origine [di Ittiri]") è ripreso da un antico sigillo.
Il gonfalone è costituito da un drappo partito di giallo e di azzurro.

## Monumenti e luoghi d'interesse
Caratteristico è il centro storico dove son presenti diversi palazzi in stile liberty/deco con particolari balconi e facciate di case abbellite dalla trachite ittirese; molte vie del centro sono ancora in lastricato ed in particolare la parte alta di via Cavour è in acciottolato.

### Architetture religiose
Vi sono quattro chiese cittadine, di cui solo le prime due costituiscono parrocchia:

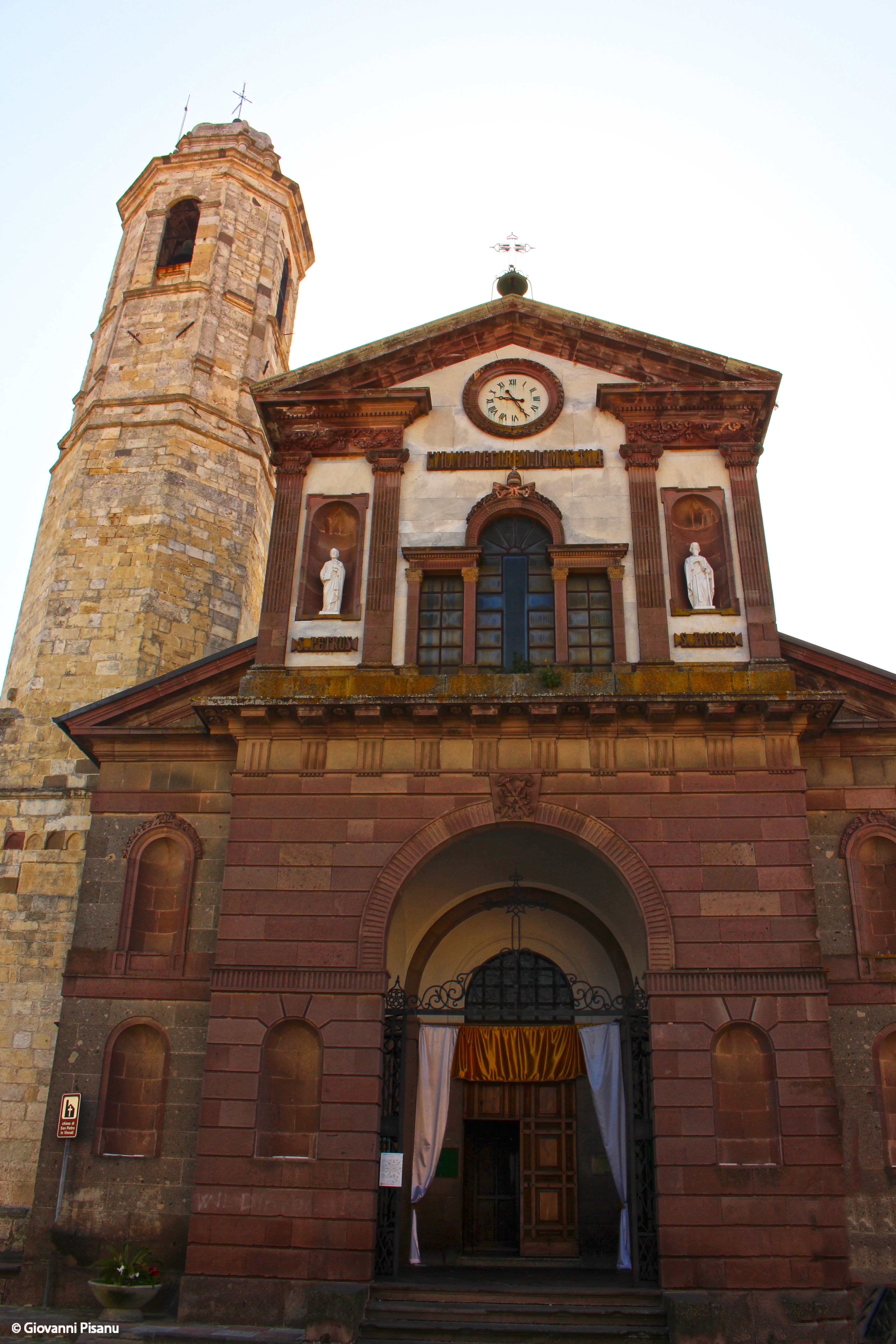
San Pietro in Vincoli

- San Pietro in Vincoli (Santu Pedru - Chegia) a tre navate, del XIII secolo, è uno dei più importanti monumenti del centro abitato. La navata centrale è coperta da una volta a botte con lunette e sostenuta da sei grandi archi a tutto sesto, poggianti su pilastri a croce; le due navate laterali, più piccole, sono coperte da voltine in padiglione, sui cui lati si aprono nove cappelle non tutte simili tra di loro. La parte più antica è costituita dal coro. Nel 1881 per opera dell'architetto Salvatore Calvia di Mores, allievo dell'Antonelli, la facciata fu rifatta in stile classicheggiante, in trachite rossa con un portico e una tribuna. (festa: 29 giugno)
- Ex convento di San Francesco (Cunventu) del 1610, sede dei frati minori. Nel 2013, andati via i frati, è diventato normale chiesa parrocchiale. (festa: 4 ottobre)
- Nostra Signora di Monserrato (Nostra Segnora) del XVII secolo a suo tempo sede della congregazione di Monserrato; qui si concludono le processioni della settimana santa.
- Nostra Signora del Carmelo (Nostra Segnora 'e su Carminu) ad unica navata absidata, con volta a botte, retta da tre arcate a sesto ribassato. Difficile individuare la data esatta della sua costruzione, ma molti elementi come i gradini del pulpito, la nicchia del coro ed alcuni capitelli riconducono a una datazione antica. (festa: 16 luglio)
- Chiesa di Santa Croce (Santa Rughe), esisteva fino al 1935, dove ora sorge il municipio; la chiesa costituiva sul territorio urbano il centro di una croce avente agli estremi le altre quattro chiese citate.

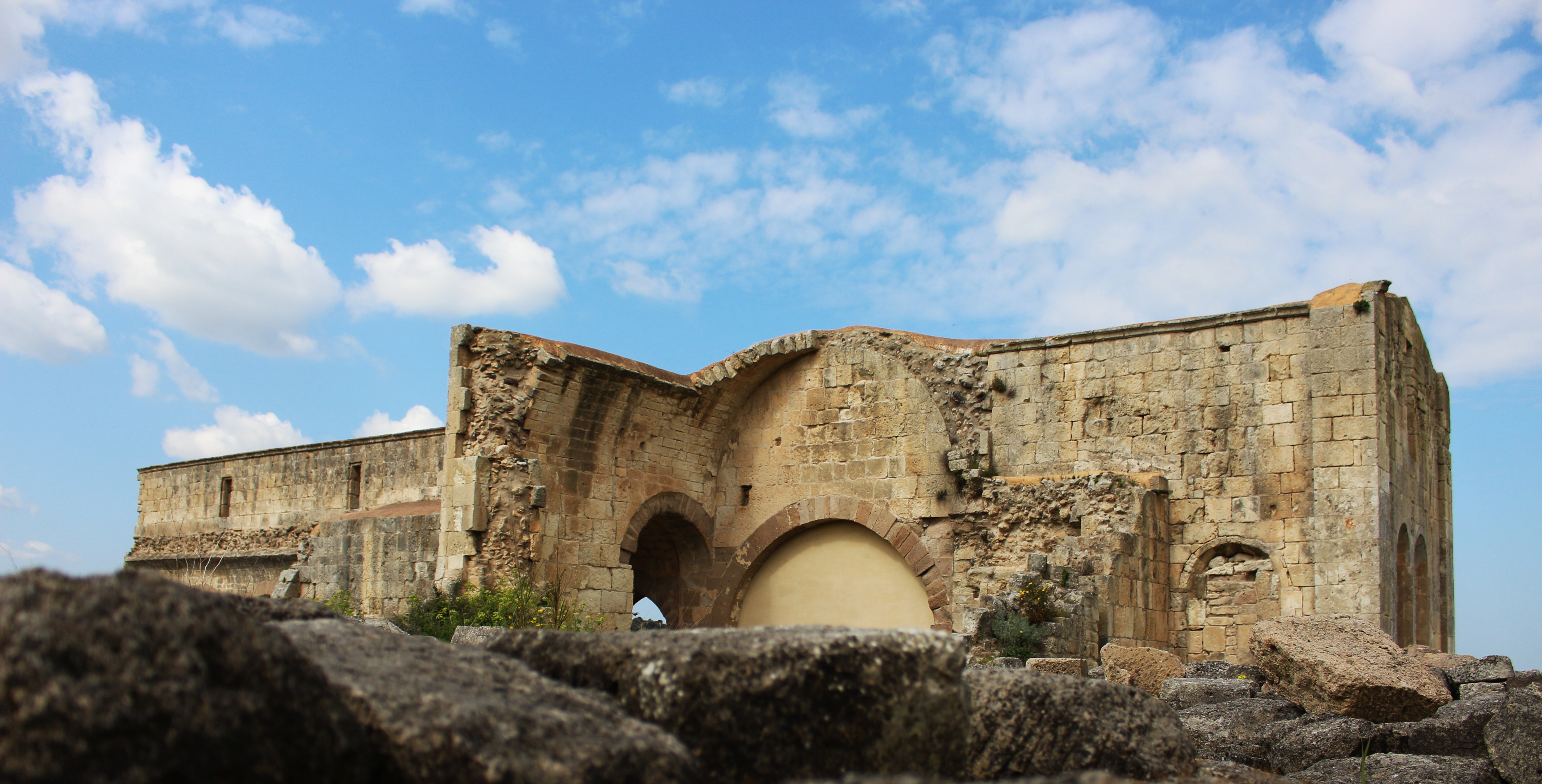
Abbazia di Nostra Signora di Paulis

Tra l'altro si aggiungono varie chiese campestri:

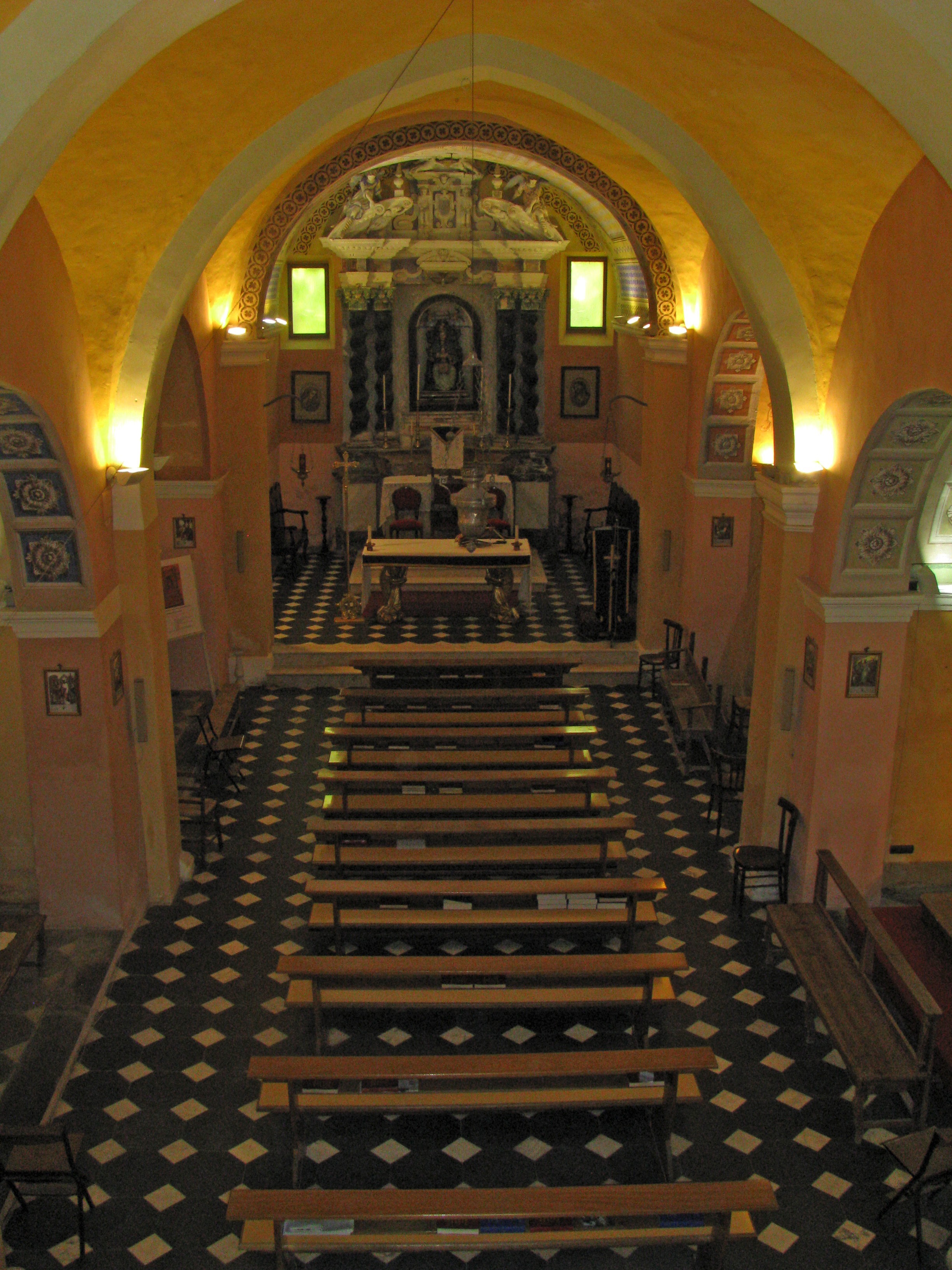
Nostra Signora di Monserrato

- Santa Maria di Coros (Nostra Segnora 'e Coros), chiesa cistercense, della prima metà del XIII secolo ca.; era una dipendenza dell'abbazia di Paulis (festa di N.S. di Coros: 8 settembre).
- San Maurizio (Santu Mauritziu - Santu Maurighe), il santuario è riferibile al XVII secolo ed è costruito con blocchi di pietra calcarea (festa: 22 settembre).
- San Giovanni Battista (Santu Giuanne) (festa: 24 giugno).
- Santa Maria di Paulis o Padulis - pr, Paùlis, Padùlis - (Nostra Segnora 'e Paulis), abbazia cistercense del 1205.
- San Leonardo al Cuga (Santu Nenaldu 'e sa 'Iddatza), del XII secolo, sorgeva presso il villaggio di Thuca, già scomparso nel XV secolo e ora sommerso dal bacino artificiale del Cuga. Con la costruzione del bacino negli anni sessanta la chiesa fu smantellata e ricostruita più a monte per evitarne la sommersione.
- Sono inoltre presenti diverse chiese campestri ridotte allo stato di rudere. Molte altre sono invece scomparse.

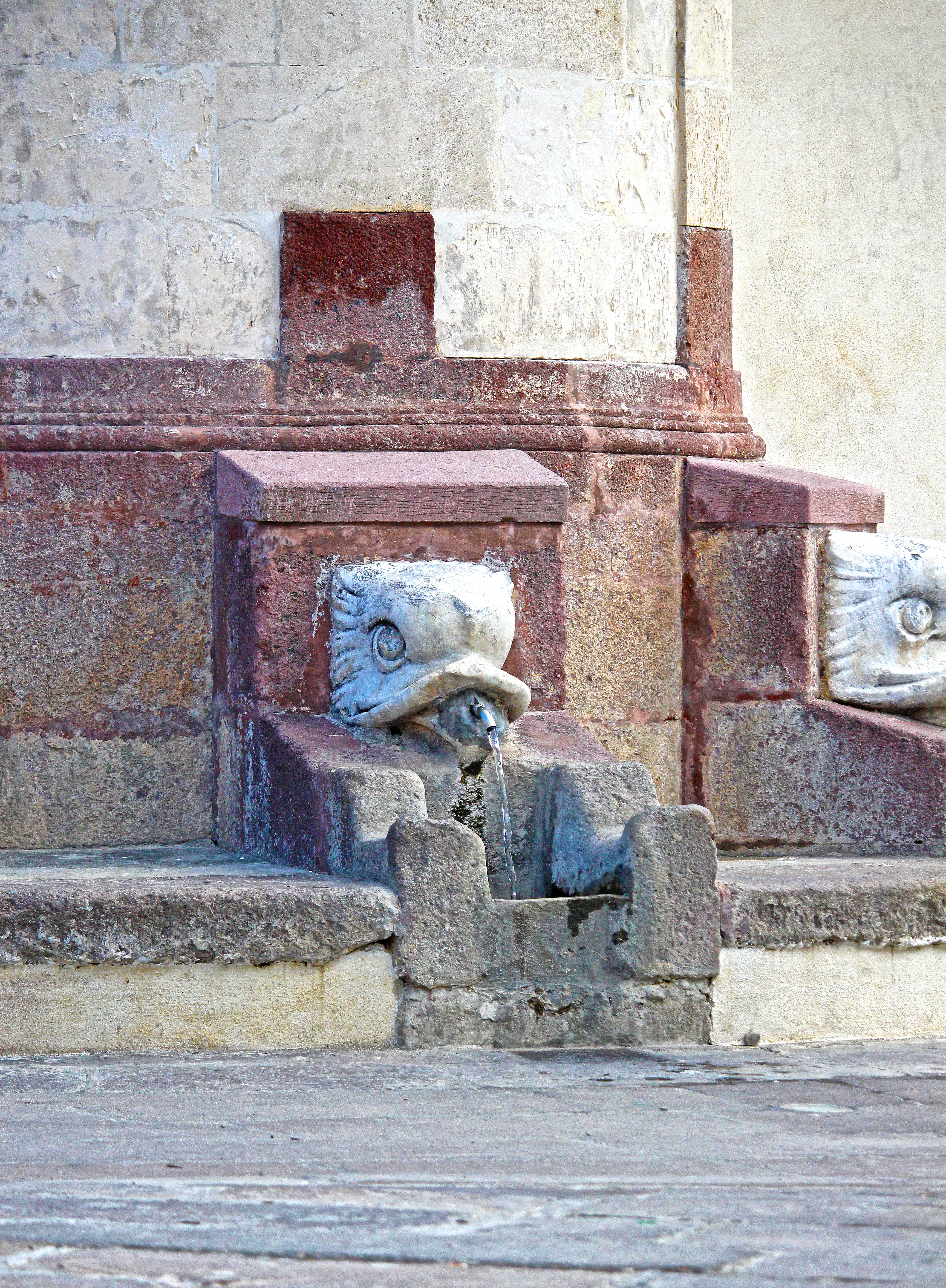
Fontana de S'Abbadolzu

### Architetture civili
- Palazzo baronale Sussarellu: ubicato nel centrale Corso Vittorio Emanuele
- Fontana S'abbadolzu: ubicata in via Monserrato
- Ex convento francescano: ubicato in via Sassari
- Ex pretura restaurata ed adibita a biblioteca francescana: ubicata in via Sassari
- Palazzo San Giovanni Bosco: già sede della scuola elementare ubicato nel centrale Corso Vittorio Emanuele
- Parte antica dell'ospedale G. A. Alivesi: ubicato in via Ospedale
- Museo della radio "Mario Faedda", con annesso antico mulino[9]: ubicato in via Dante
- Vecchie carceri: ubicate in via Marconi

### Siti archeologici
Di particolare interesse vi sono diverse tombe dei giganti (tra cui quella di Sant'Ereno), il complesso archeologico di Sa Figu, la necropoli di Ochila, gli ipogei (coroneddos nella parlata locale) di Musellos e l'area archeologica di Runara.

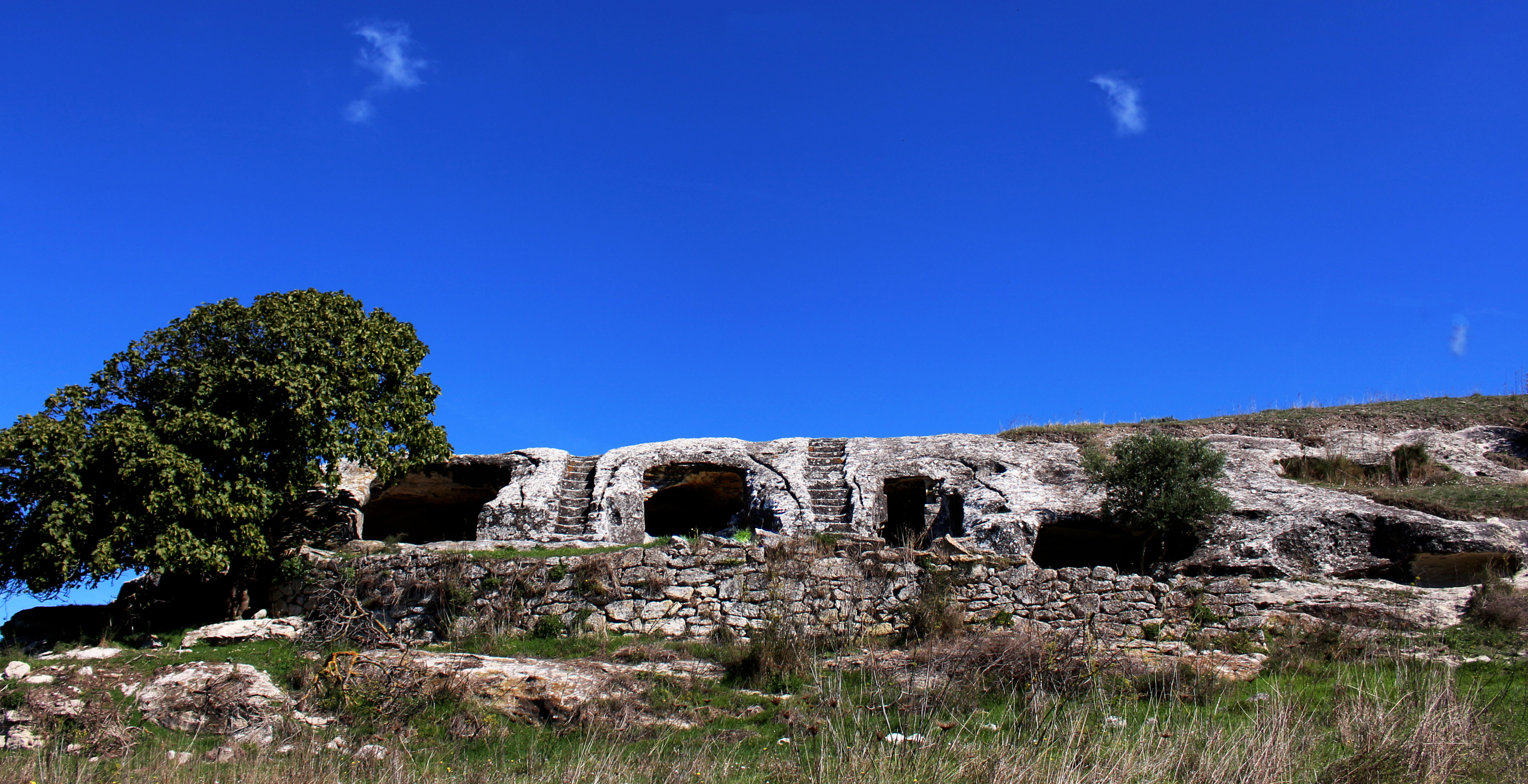
Necropoli di Musellos

#### Nuraghi

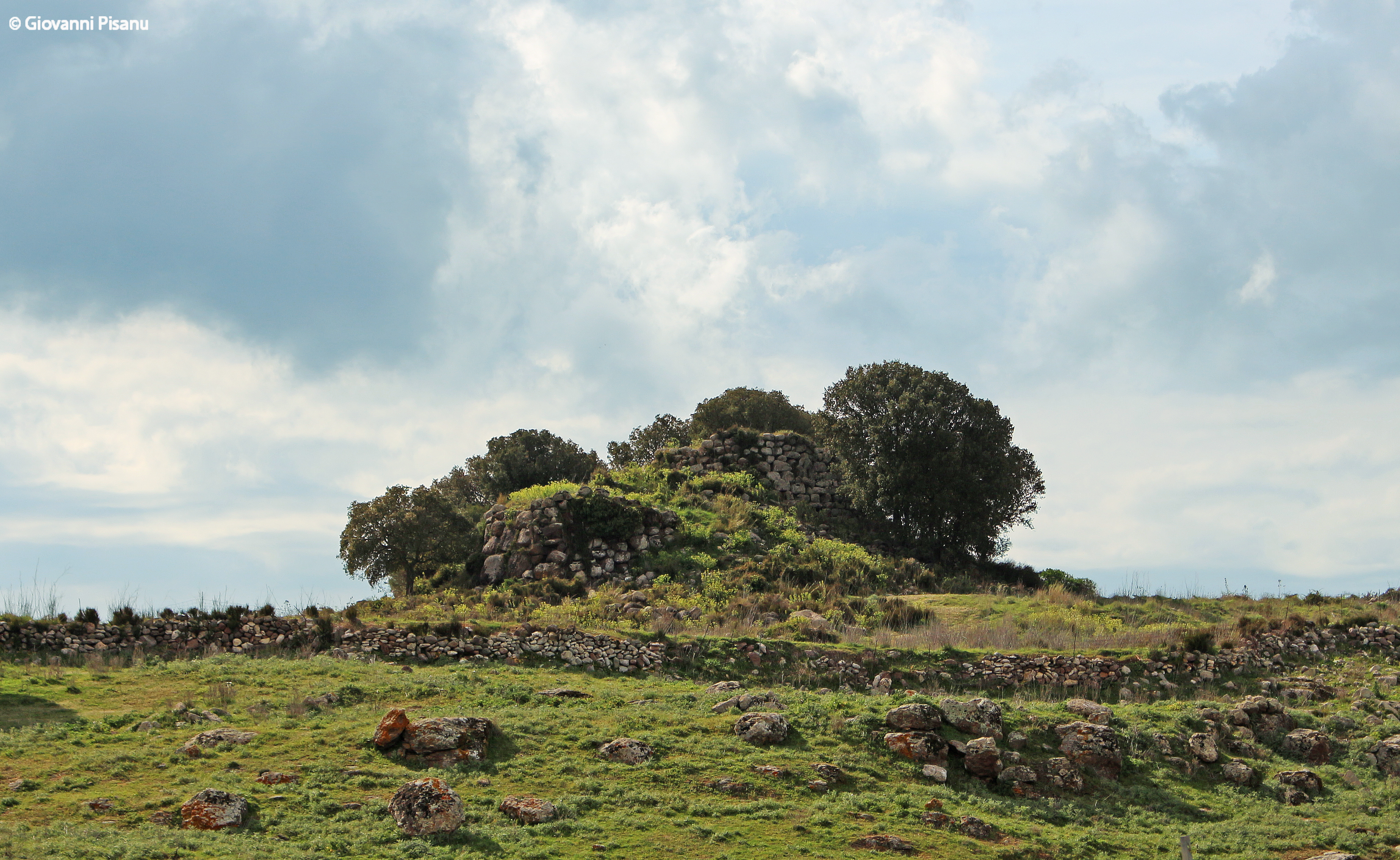
Nuraghe Majore

- nuraghe Abbarghente
- nuraghe Badde Manna
- nuraghe Baddecca
- nuraghe Brundette
- nuraghe Camedda
- nuraghe Cannedu
- nuraghe Casillones
- nuraghe Chentu Cheddas
- nuraghe Cherchizzu
- nuraghe Chereno
- nuraghe Chessalzu
- nuraghe Chizzinieddu
- nuraghe Cirolo
- nuraghe Coa 'e Ambidda
- nuraghe Codone
- nuraghe Corona Ruja
- nuraghe Coronalva
- nuraghe Crabione
- nuraghe Culisandru
- nuraghe Cumida
- nuraghe Cunedda
- nuraghe Ena Ortu o Su Sassu
- nuraghe Fenujeda
- nuraghe Frade
- nuraghe Frades Talas
- nuraghe Frailarzu
- nuraghe Giundali
- nuraghe Irventi
- nuraghe Luros
- nuraghe Majore
- nuraghe Mesu 'e Tancas
- nuraghe Monte Callistro
- nuraghe Monte Deu Pitzinnu
- nuraghe Monte Sant'Elia
- nuraghe Muzzu

- nuraghe Ochila
- nuraghe Passari
- nuraghe Paulis
- nuraghe Pianu Codinas
- nuraghe Pianu Marras
- nuraghe Pira Ruja
- nuraghe Pitti Altu
- nuraghe Pittigheddu
- nuraghe Porchis
- nuraghe Runaghedu
- nuraghe Runara
- nuraghe Runatolos
- nuraghe S'Adde 'e Su Chercu
- nuraghe S'Elighe
- nuraghe S'Ozzastrone
- nuraghe Sa Capida
- nuraghe Sa Coa 'e Sa Femina
- nuraghe Sa Figu
- nuraghe Sa Pala 'e S'Ozzastru
- nuraghe Sa Punta 'e Sa Nansa
- nuraghe Sa Signora
- nuraghe Sa Ucca 'e Su Giannittu
- nuraghe Santu Ainzu
- nuraghe Santu Tziprianu
- nuraghe Serra Manchia
- nuraghe Sos Abbadorzos
- nuraghe Sos Isconcados
- nuraghe Sos Muros
- nuraghe Sos Passizzos
- nuraghe Su Renalzu
- nuraghe Su Sassu 'e Subra
- nuraghe Torru
- nuraghe Tuvurunaghe
- nuraghe Urei
- nuraghe Vittore

## Società

### Evoluzione demografica
Abitanti censiti

### Etnie e minoranze straniere
Secondo i dati ISTAT al 31 dicembre 2023 la popolazione straniera residente era di 98 persone, pari al 1,23% della popolazione totale. Le prime sette nazionalità più rappresentate erano:
- Marocco, 48
- Romania, 9
- Cina, 7
- Senegal, 6
- Rep. Ceca, 5
- Ungheria, 4
- Polonia, 3

### Lingue e dialetti
La variante del sardo parlata a Ittiri è quella logudorese settentrionale.

### Sanità

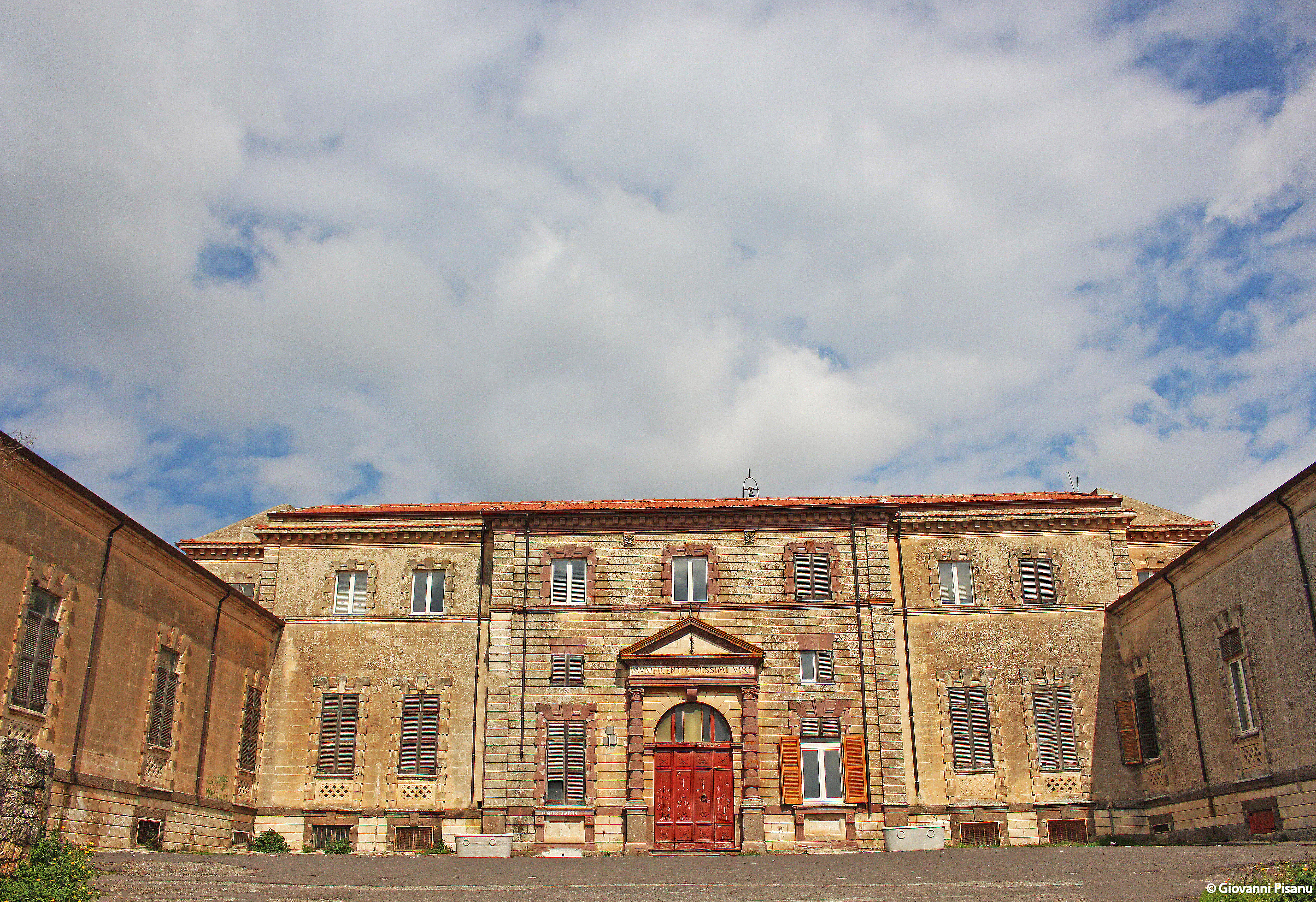
Ospedale G.A. Alivesi

Ad Ittiri è presente l'ospedale, intitolato al colonnello Giovanni Andrea Alivesi (comandante del sessantesimo reggimento nel campo di Gazzuolo, vicino a Mantova), il quale nel 1866 fece testamento a favore del Comune di Ittiri per la fondazione di un «ospedale di carità». La parte storica dello stabile, caratteristica è la sua facciata realizzata in trachite rossa di Ittiri sapientemente lavorata da abili scalpellini ittiresi, ospita gli uffici dell'Asl, alcuni poliambulatori (diabetologia), il consultorio familiare e la cappella. La parte moderna (entrata in servizio negli anni '80) ospita i vari reparti: Lungodegenza, Chirurgia (inattivo dal 1996), Radiologia, Laboratorio Analisi e Pronto soccorso.

## Cultura

### Istruzione
Sono presenti un asilo nido, un asilo infantile e tre scuole materne, una ludoteca, due sedi di scuole elementari, scuola media statale e fino a pochi anni fa era presente l'istituto professionale per l'agricoltura, ora adibito a sede di alcune associazioni cittadine. Altre strutture sono una biblioteca multimediale, un teatro con annesso un centro per le arti e lo spettacolo (impiegato inoltre come Scuola Civica di Musica), un auditorium e un anfiteatro nei giardini pubblici.

### Eventi

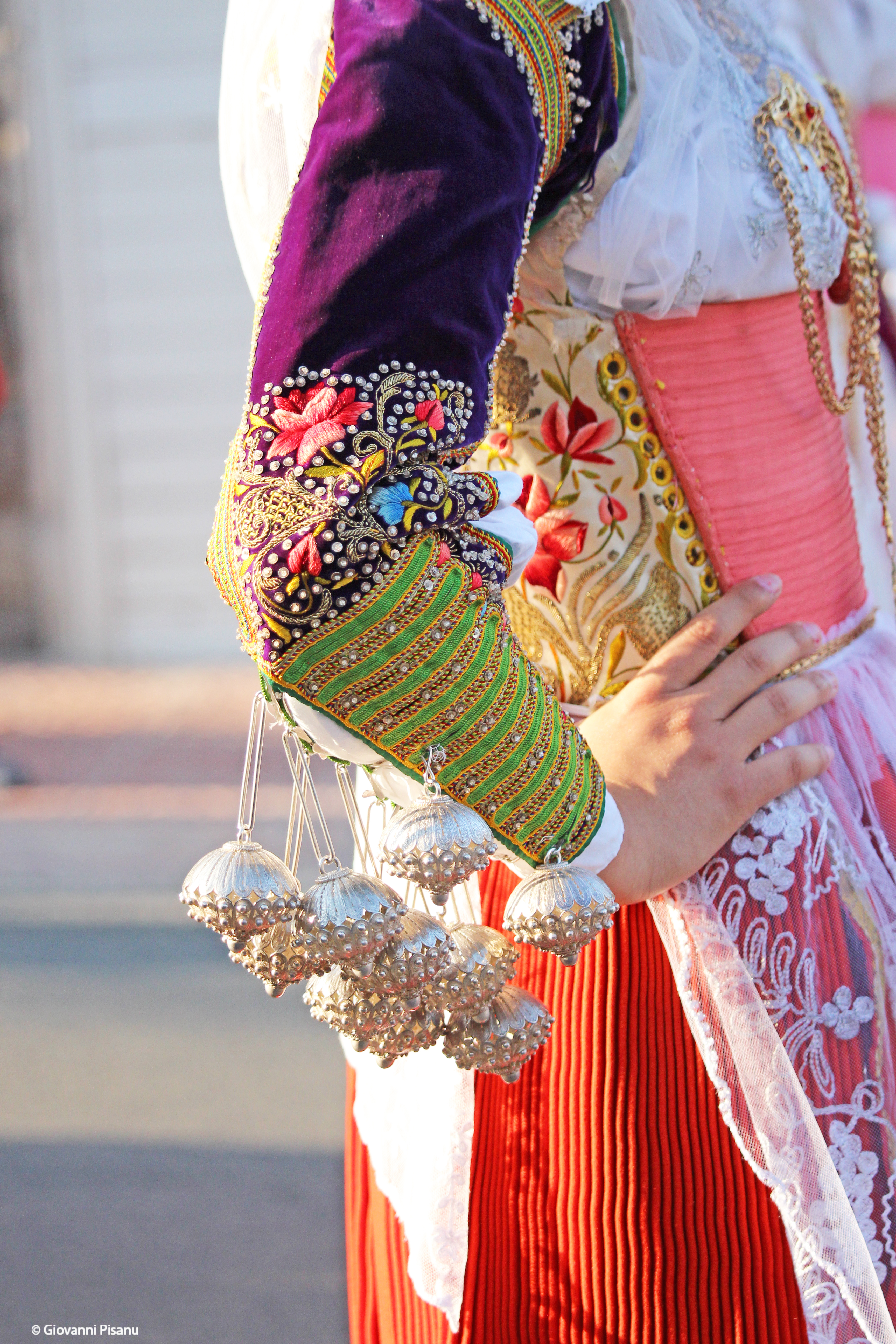
Particolare di abito festivo (Bestire rugiu)

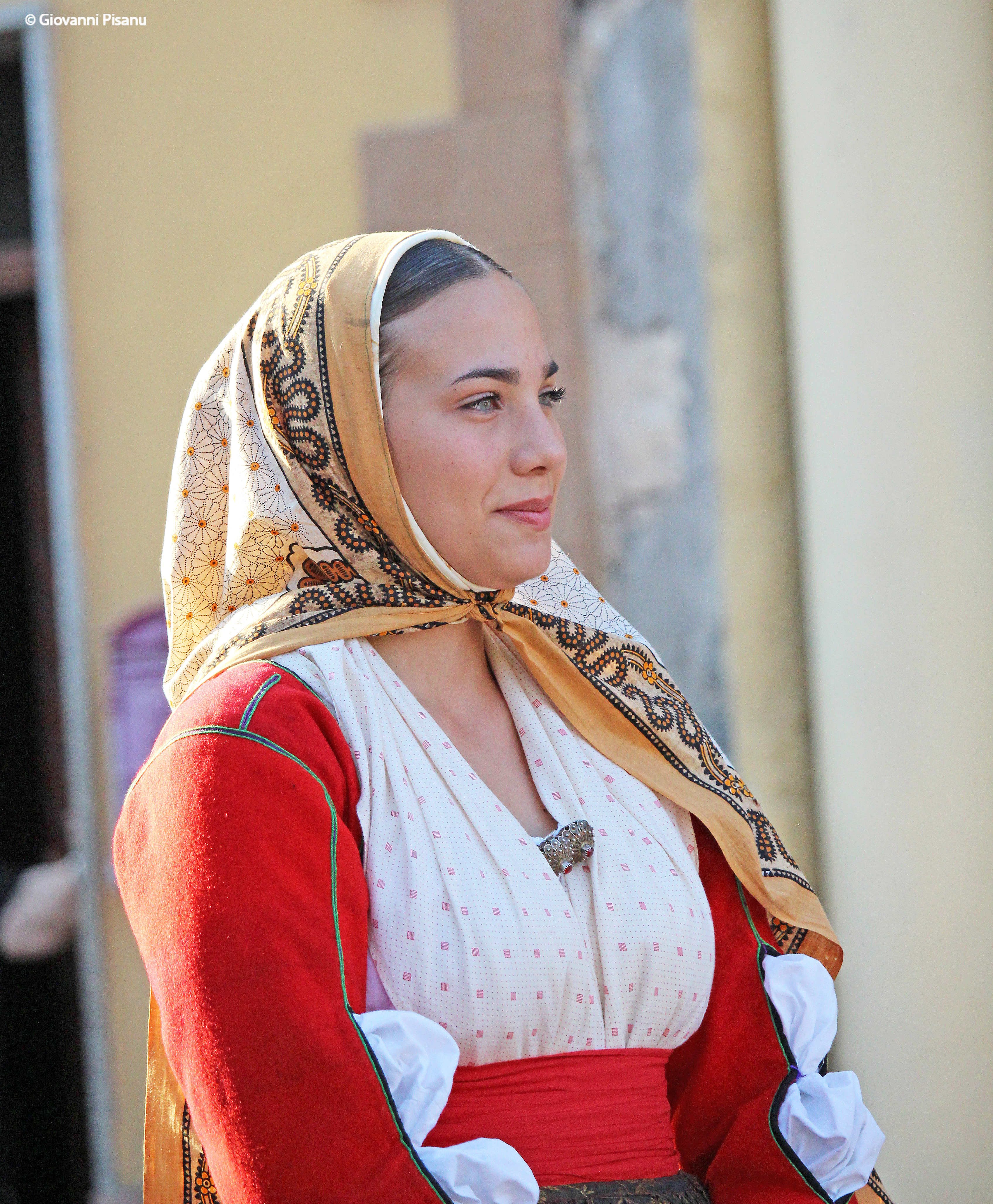
Abito feriale

- Ittiri Folk Festa (dal 1985), si svolge generalmente la terza settimana di luglio (furono saltate le edizioni del 1988, 2020 e 2021). Rassegna internazionale di canti, musiche e danze popolari, sfilata nelle vie della città, mostra dell'antiquariato, esposizione e degustazione prodotti tipici locali. La rassegna è giunta alla 39ª edizione ed è organizzata dall'Associazione Culturale e Folklorica “Ittiri Cannedu” che nel 2024 ha festeggiato 50 anni dalla sua fondazione (1974-2024).
- Festeggiamenti in onore di San Giovanni Battista (23 e 24 giugno), a cura del Comitato San Giovanni di Ittiri.
- Ittiritmi, Festival Internazionale di Musica Etnica e World Music (dal 1985), si svolgeva inizialmente a metà luglio, poi (dal 1991), nella prima metà di agosto. La rassegna è giunta nel 2015 alla 25ª edizione e ogni anno si esibivano artisti di tutto il mondo. Negli ultimi anni, oltre alla musica, venivano ospitate altre forme artistiche come teatro, letteratura e fotografia. La rassegna viene organizzata dalla Pro Loco.
- Prendas (gioielli) de Ittiri (dal 2006, fine marzo - primi di aprile), vetrina di promozione dell'agroalimentare e dell'artigianato.
- La biennale della trachite (dal 1994), dove le numerose sculture realizzate sono rimaste esposte nelle vie e piazze.L'evento è organizzato dalla Pro Loco.
- Cantigos de sos tres Res (dal 2003), una manifestazione itinerante, sulla falsariga di antiche tradizioni, si svolge nel periodo natalizio (ultimo sabato di dicembre) ed è curata dall'Associazione Culturale Boghes e Ammentos.
- CantInCoro (dal 1989), Rassegna di Canti Tradizionali della Sardegna per Cori Sardi, organizzata dall'Associazione Folkloristica Culturale Coro di Ittiri, di solito si svolge il Sabato precedente il Natale.
- Concerto di Natale, (dal 2010), rassegna tradizionale e folkloristica adibita per canti della tradizione sarda (coro a polifonia a voci pari, tenore, cuncordu, e polifonia a voci miste) e della tradizione etnica mondiale, organizzata dall'Associazione Culturale Polifonica Coro Santa Rughe di Ittiri, si svolge nel periodo natalizio il giorno delhl'immacolata ossia l'8 di dicembre; rassegna di canto polifonico organizzata dall'Associazione Polifonica "S. Francesco".
- Field day Coros, raduno radioamatori organizzato dall'associazione MDXC team Dx Coros Museo della Radio "Mario Faedda" e ARI (dal 2014 si svolge nel mese di Settembre inizialmente presso il santuario di N.S. di Coros, poi trasferito nella zona di San Maurizio valle di Ochila). Le stesse associazioni ogni anno organizzano all'interno del museo della radio, il diploma Prendas de Ittiri nel mese di Novembre o in corrispondenza della Manifestazione prendas de Ittiri, il Trofeo Ittiri Folk festa a Luglio, e il Diploma Natale al Museo in collaborazione con la consulta giovani il sabato precedente al Natale.

### Ittiri nel cinema
Nel 1954 vennero effettuate a Ittiri, vicino alla chiesa del Carmelo e vicino alla chiesa di San Giovanni (Monte Coinzolu), alcune riprese del film Proibito, girato principalmente a Tissi.
Nel 1968 vennero effettuate a Ittiri, vicino alla chiesa del Carmelo, alcune riprese del film El "Che" Guevara.
Nel 2016 venne diffusa una pubblicità realizzata a Ittiri di una moto BMW.

## Economia

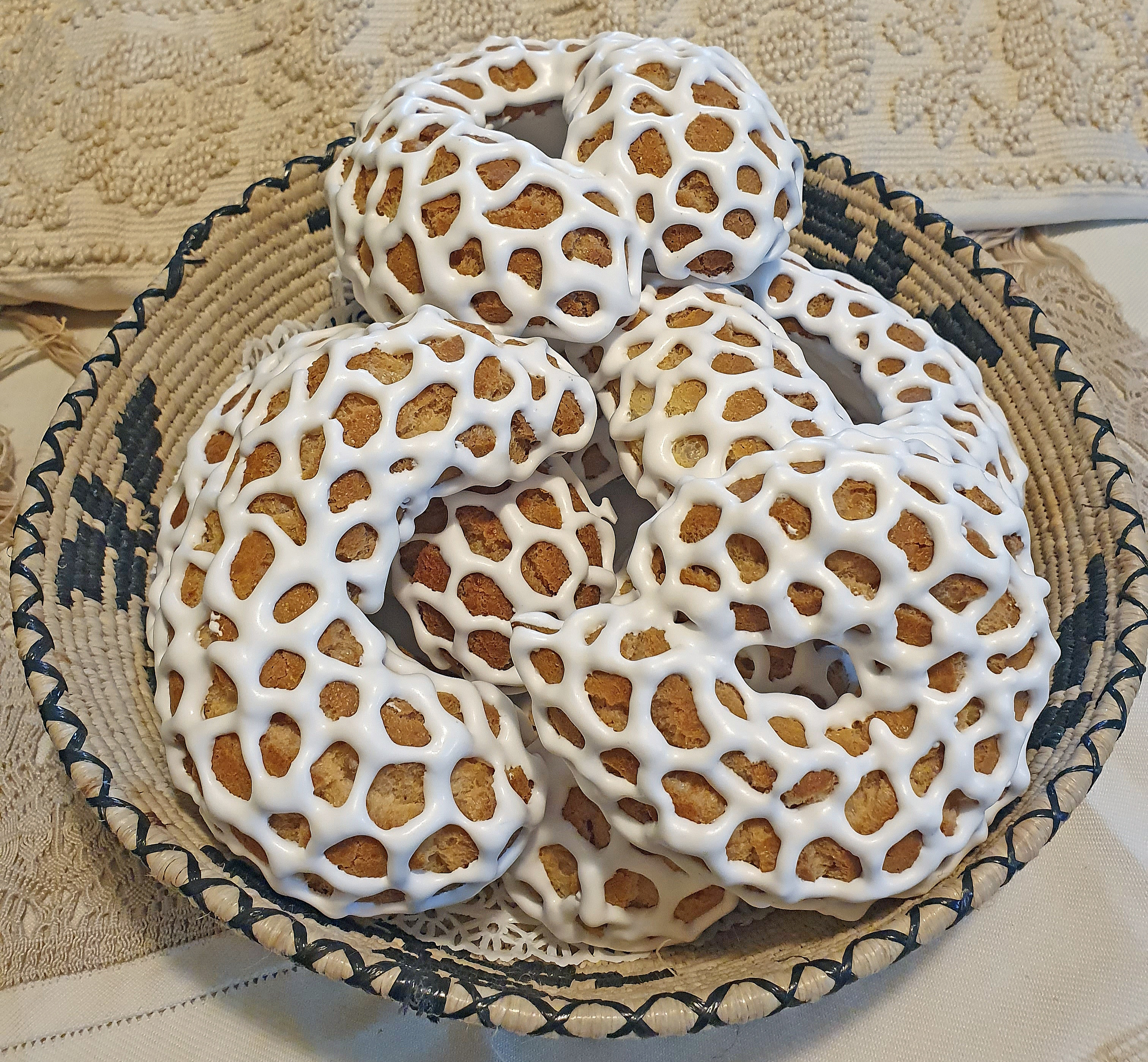
Pirichitos di Ittiri

Attività principali sono la coltivazione del carciofo (varietà spinoso sardo), l'allevamento ovino con relativa produzione di formaggi sia industriale (LAIT) che familiare (Azienda Agricola Canu e Domus Lattea), l'olivicoltura con la produzione di olio extravergine d'oliva, cultivar Bosana (Ittiri fa parte dell'Associazione nazionale città dell'olio), che sta riscuotendo grandi successi in Italia e non solo, non ultimo il premio Ercole Olivario 2022. Sono presenti tre frantoi nel centro abitato. Rinomata anche la produzione di miele e dolci, tra cui i famosi pirichitos.
L'estrazione della trachite rossa è un'altra delle principali attività ittiresi, dalla quale molte abitazioni del paese sono decorate. Sono presenti una zona artigianale (Monte Coinzolu) e una zona industriale (Paulis). Tra le attività artigianali è rinomata quella tessile, che si distingue soprattutto per la produzione di tappeti.

## Infrastrutture e trasporti

### Trasporto automobilistico
L'ARST garantisce il collegamento da Ittiri a Sassari, Usini, Uri, Romana, Olmedo, Porto Torres Z.I., Alghero, Thiesi, Bonorva, Macomer e Abbasanta-Stazione FS.

### Strade
- Strada Statale 131 bis in direzione sudest collega Ittiri con la Strada Statale 131 (km 24) attraversando Thiesi, e in direzione ovest (Seredda-Cuga), raccordandosi con la Strada Statale 127 bis, collega Ittiri con Alghero.
- NSA 167 - Nuova Strada Anas 167 (tuttavia con pannelli chilometrici riportanti "SS 167"), collega l'ingresso di Via Antonio Manca (che si dirama dalla SP 28 bis), alla SS 131 bis in direzione Alghero, fungendo da tangenziale sudoccidentale di Ittiri.
- La SP 15m collega Ittiri con Sassari e, attraverso alcuni svincoli, ad Uri, Usini, Tissi, Ossi, Alghero e Porto Torres.
- La SP 28 bis collega Ittiri con la Strada Statale 292 attraversando Romana.
- La SP 41 bis collega Ittiri con Banari e, attraverso uno svincolo con Florinas e Ossi.
- La SP 28 collega Ittiri con Usini ma ormai è solamente utilizzata dagli ittiresi per raggiungere i propri poderi.

Esistono poi due strade comunali che collegano la città a Villanova Monteleone e Putifigari.

## Amministrazione
Sindaci, commissari prefettizi e straordinari e podestà dal 1900
| Periodo           | Periodo           | Primo cittadino        | Partito                           | Carica                    | Note   |
| ----------------- | ----------------- | ---------------------- | --------------------------------- | ------------------------- | ------ |
| 1º gennaio 1900   | 25 luglio 1906    | Gian Tomaso Sussarellu |                                   | Sindaco                   |        |
| 27 luglio 1906    | 31 gennaio 1907   | Gavino Manunta         |                                   | Commissario prefettizio   |        |
| 26 marzo 1907     | 30 maggio 1907    | Gian Tomaso Sussarellu |                                   | Sindaco                   |        |
| 2 giugno 1907     | 30 marzo 1917     | Antonio Andrea Delogu  |                                   | Sindaco                   |        |
| 2 aprile 1917     | 20 dicembre 1919  | Filippo Delogu         |                                   | Sindaco                   |        |
| 1º gennaio 1920   | 28 febbraio 1920  | Giuseppe Dore Dettori  |                                   | Sindaco                   |        |
| 20 marzo 1920     | 30 novembre 1920  | Piero Lado             |                                   | Commissario prefettizio   |        |
| 1º dicembre 1920  | 30 novembre 1923  | Angelo Dore            |                                   | Sindaco                   |        |
| 1º febbraio 1923  | 31 agosto 1923    | Stefano Petilli        |                                   | Commissario prefettizio   |        |
| 1º settembre 1923 | 30 maggio 1924    | Ausonio Spanu          |                                   | Commissario prefettizio   |        |
| 1º giugno 1924    | 28 febbraio 1925  | Giovanni Marras        |                                   | Commissario prefettizio   |        |
| 10 marzo 1825     | 12 giugno 1926    | Celestino Manca        |                                   | Commissario prefettizio   |        |
| 18 giugno 1926    | 6 ottobre 1926    | Giovanni Marras        |                                   | Sindaco                   |        |
| 7 ottobre 1926    | 15 aprile 1927    | Peppino Pedde          |                                   | Commissario prefettizio   |        |
| 21 aprile 1927    | 6 ottobre 1936    | Salvatore Spina        |                                   | Podestà                   |        |
| 20 aprile 1936    | 31 luglio 1936    | Salvatore Pilia        |                                   | Commissario prefettizio   |        |
| 1º agosto 1936    | 20 giugno 1940    | Gavino Corda           |                                   | Podestà                   |        |
| 25 giugno 1940    | 7 luglio 1940     | Antonio Sechi Tedde    |                                   | Podestà del.              |        |
| 12 luglio 1940    | 23 novembre 1940  | Francesco Mocci        |                                   | Commissario prefettizio   |        |
| 26 novembre 1940  | 1º ottobre 1941   | Michele Del Sarto      |                                   | Commissario prefettizio   |        |
| 1º febbraio 1942  | 30 settembre 1943 | Giovanni Virdis        |                                   | Podestà                   |        |
| 1º ottobre 1943   | 8 aprile 1944     | Gavino Diaz            |                                   | Commissario prefettizio   |        |
| 16 aprile 1944    | 10 luglio 1944    | Giommaria Dore         |                                   | Sindaco                   |        |
| 15 luglio 1944    | 19 gennaio 1945   | Antonio Pasquale Dore  |                                   | Sindaco                   |        |
| 20 gennaio 1945   | 30 aprile 1945    | Senio Princivalle      |                                   | Commissario prefettizio   |        |
| 1º maggio 1945    | 7 ottobre 1945    | Luigi Mulas            |                                   | Sindaco                   |        |
| 25 ottobre 1945   | 11 novembre 1945  | Ferdinando Franco      |                                   | Commissario prefettizio   |        |
| 15 novembre 1945  | 3 aprile 1946     | Giovanni Maria Piras   |                                   | Sindaco                   |        |
| 16 aprile 1946    | 30 gennaio 1953   | Antonio Pasquale Dore  |                                   | Sindaco                   |        |
| 13 febbraio 1953  | 2 maggio 1953     | Diego Mele             |                                   | Sindaco                   |        |
| 3 maggio 1953     | 12 gennaio 1959   | Leonardo Gambella      |                                   | Sindaco                   |        |
| 19 gennaio 1959   | 17 novembre 1960  | Antonio Sassu          |                                   | Sindaco                   |        |
| 18 novembre 1960  | 22 luglio 1961    | Gavino Delogu          |                                   | Sindaco                   |        |
| 22 luglio 1961    | 6 gennaio 1969    | Ambrogio Mura          | Democrazia Cristiana              | Sindaco                   |        |
| 7 gennaio 1969    | 29 giugno 1970    | Giuseppe Mulas         |                                   | Sindaco                   |        |
| 30 giugno 1970    | 7 agosto 1975     | Baingio Oggianu        |                                   | Sindaco                   |        |
| 8 agosto 1975     | 30 maggio 1978    | Giovanni Tavera        |                                   | Sindaco                   |        |
| 1º giugno 1978    | 28 giugno 1979    | Michele Tolu           |                                   | Commissario prefettizio   |        |
| 29 giugno 1979    | 24 ottobre 1983   | Ambrogio Mura          | Democrazia Cristiana              | Sindaco                   |        |
| 3 novembre 1983   | 25 aprile 1984    | Rosolino Frassetto     |                                   | Commissario straordinario |        |
| 26 aprile 1984    | 30 ottobre 1986   | Antonio Tilocca        |                                   | Sindaco                   |        |
| 31 ottobre 1986   | 26 settembre 1989 | Ambrogio Mura          | Democrazia Cristiana              | Sindaco                   |        |
| 27 settembre 1989 | 28 giugno 1994    | Antonio Tilocca        |                                   | Sindaco                   |        |
| 29 giugno 1994    | 23 maggio 1998    | Giovanni Senes         | PDS                               | Sindaco                   | [ 16 ] |
| 24 maggio 1998    | 25 maggio 2002    | Leonardo Fiori         | L'Ulivo                           | Sindaco                   | [ 17 ] |
| 26 maggio 2002    | 11 luglio 2004    | Leonardo Fiori         | L'Ulivo                           | Sindaco                   | [ 19 ] |
| 12 luglio 2004    | 9 maggio 2005     | Giovanni Meloni        |                                   | Commissario straordinario |        |
| 9 maggio 2005     | 31 maggio 2010    | Antonio Luigi Orani    | lista civica                      | Sindaco                   | [ 20 ] |
| 31 maggio 2010    | 31 maggio 2015    | Antonio Luigi Orani    | lista civica "Unione Democratica" | Sindaco                   | [ 21 ] |
| 31 maggio 2015    | 26 ottobre 2020   | Antonio Sau            | lista civica "Io Partecipo!"      | Sindaco                   | [ 22 ] |
| 26 ottobre 2020   | in carica         | Antonio Sau            | lista civica "Uniti X fare"       | Sindaco                   | [ 23 ] |

Ittiri faceva parte del "Consorzio del Parco Grazia Deledda". Il progetto del Parco unisce i Comuni di Nuoro, Galtellì, Bitti, Ittiri, Orosei, Orune, Mara, Monteleone Rocca Doria, Romana e Villanova Monteleone.
Questa particolare articolazione territoriale si fonda su una serie di fattori legati alla figura letteraria dell'autrice, al contesto storico-culturale sardo o al fattore Natura/Cultura nella Marca Sardegna.
Ittiri faceva parte della Comunità Montana Osilo, abolita come le altre comunità montane sarde nel 2007. Ora fa parte dell'unione dei comuni del Coros che vede il comune di Ossi comune capofila. Il comune fa parte dell'Associazione Nazionale Città dell'Olio e dell'Associazione romanica in Sardegna, è inoltre comune capofila di uno sportello unico per le attività produttive (SUAP) e di Laore Sportello Unico Territoriale (Sut) Coros di Ittiri, ex ERSAT. È presente una stazione Forestale e di Vigilanza Ambientale, una sede della Protezione Civile e l'AVIS. È presente una sede del Lions Club, un centro di inserimento lavorativo, Centro IOL e uno sportello linguistico.

## Sport

### Strutture sportive

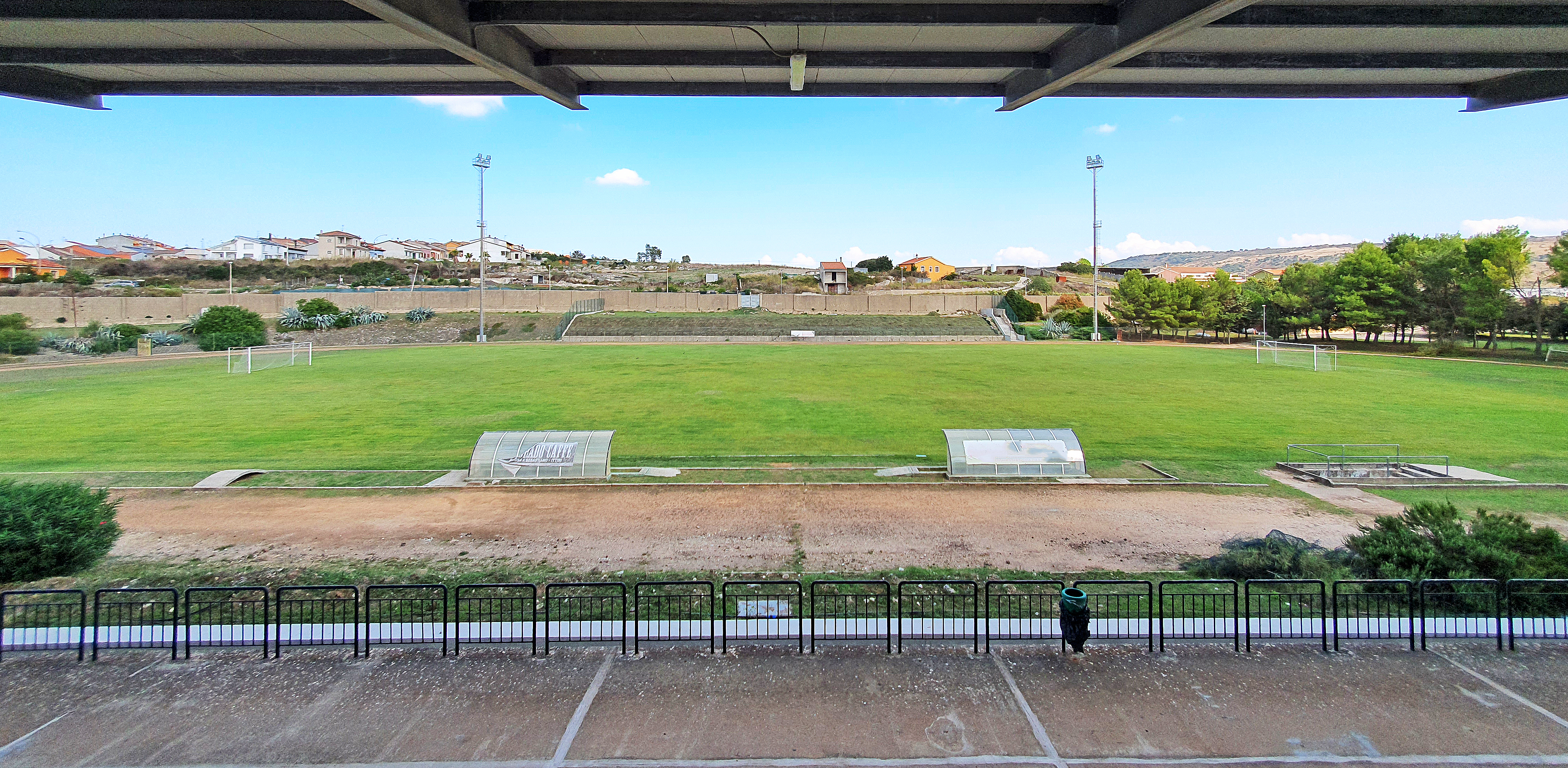

- Stadio Comunale Vittorio Caria (Calcio);
- Palazzetto dello sport (Polivalente).

Inoltre sono presenti altri due campi da calcio, di cui uno in erba sintetica ed uno in sabbia, tre campi da tennis (2 in green set), uno da calcetto, una palestra comunale e tre palestre nelle tre scuole elementari, un bocciofilo.
È presente un crossodromo comunale, circuito creato nel 1983 dall'A.I.S.M. Associazione Ittirese sport motoristici, che nel corso degli anni ha ospitato numerosissime gare automobilistiche e motociclistiche di vario livello, e dal 2015, grazie alla collaborazione con l'Aci e l'Associazione Arena group, prendendo la denominazione di Ittiri-Arena, ha ospitato delle prove speciali del campionato del mondo rally WRC. La pista di circa 2 km è stata modificata nel 2016 per ospitare la Ps1 Ittiri Arena Show il 9 Giugno 2016; l'impianto ha ospitato più di 16000 spettatori.

### Società sportive
A Ittiri sono presenti diverse società sportive, alcune delle quali nel passato hanno raggiunto livelli di vertice nell'ambito regionale fra cui la società ciclistica ASD Cannedu Ittiri "Antonio Manca" nata nel 1957 fra le più longeve del movimento ciclistico sardo, la società calcistica ASD Ittiri Sprint che milita nel campionato F.I.G.C. provinciale, prima categoria, colori sociali verde e celeste e l'Ittiri Volley che militava nel campionato FIPAV di serie C maschile (e che attualmente milita, anche, nel campionato regionale di serie D femminile). Molto seguito anche il settore Automobilistico, grazie all'A.I.S.M. sono 19 le edizioni della "Seredda-Ittiri", gara Nazionale di Slalom singolo in salita, gara famosa in tutta la Sardagna, disciplina di cui è Campione Regionale Aci Sport 2017 l'Ittirese Giovanni Cannoni. 
Sono anche presenti società di basket, tennis, karate, judo, danza.